# Districtul Kae Dam
Kae Dam (în thailandeză แกดำ) este un district (Amphoe) din provincia Maha Sarakham, Thailanda, cu o populație de 29.218 locuitori și o suprafață de 149,5 km².

## Componență
Districtul este subdivizat în 5 subdistricte (tambon), care sunt subdivizate în 89 de sate (muban).
| Nr. | Nume        | În thailandeză | Sate | Locuitori |  |
| --- | ----------- | -------------- | ---- | --------- |  |
| 1.  | Kae Dam     | แกดำ           | 18   | 8,708     |  |
| 2.  | Wang Saeng  | วังแสง          | 20   | 5,703     |  |
| 3.  | Mittraphap  | มิตรภาพ         | 21   | 6,781     |  |
| 4.  | Nong Kung   | หนองกุง         | 16   | 4,181     |  |
| 5.  | Non Phi Ban | โนนภิบาล        | 14   | 3,845     |  |